# 尼基·加格诺
尼基·加格诺（英語：Nicky Gargano，1934年11月1日—2016年3月28日），英国男子拳击运动员。他曾代表英国参加1956年夏季奥林匹克运动会拳击比赛，获得男子67公斤级铜牌。他于1957年宣布退役。